# Alexander Grigorjewitsch Jefremow

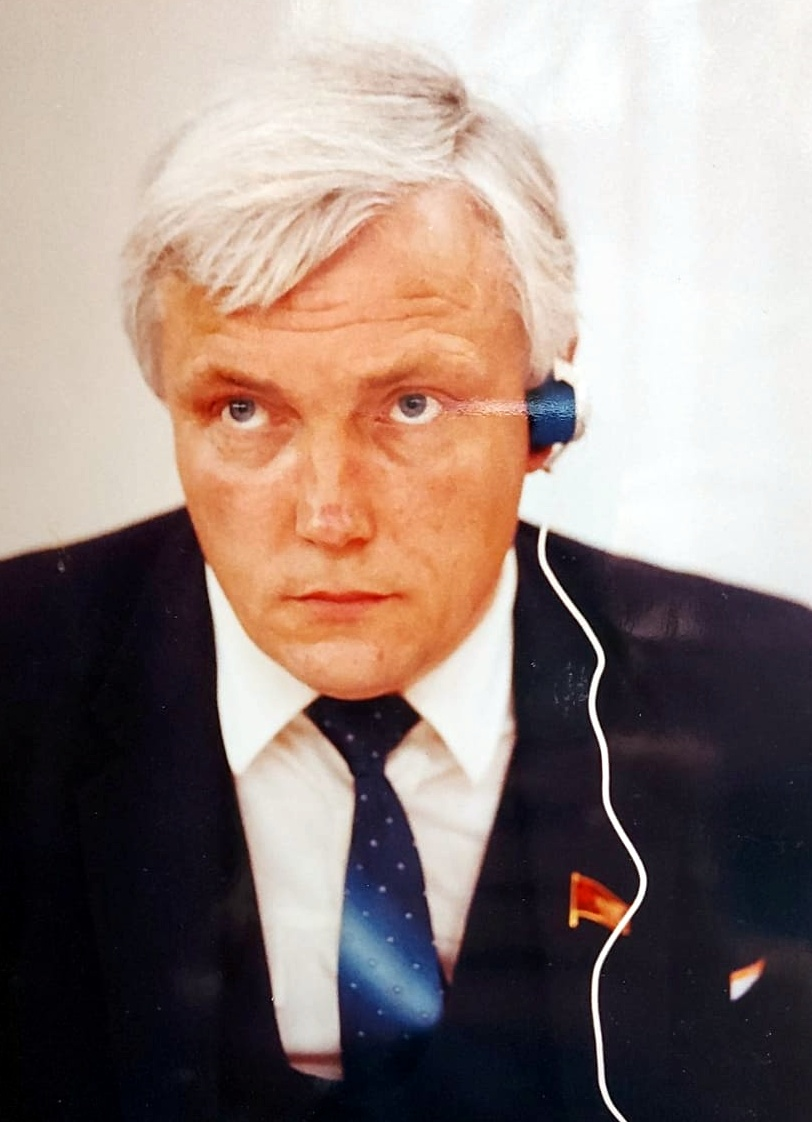
Alexander Jefremow

Alexander Grigorjewitsch Jefremow (russisch Александр Григорьевич Ефремов; * 30. November 1946 in Ufa) ist ein russischer Politiker. Er war stellvertretender Leiter der Hauptdirektion für Ernährung der Verwaltung des Präsidenten der Russischen Föderation (2004–2008) und stellvertretender Landwirtschaftsminister der RSFSR (1991–1997, ab 1992 der Russischen Föderation).

## Leben
Jefremow wurde am 30. November 1946 als zweiter Sohn von Grigori Jefremow in der Stadt Ufa in der Baschkirischen Autonomen Sozialistischen Sowjetrepublik geboren. Im selben Jahr zog er mit seinen Eltern in die Heimat seines Vaters in der Region Kurgan. Seine Kindheit verbrachte er im Bezirk Schadrinsk, wo sein Vater arbeitete.
1967 schloss er sein Studium an der Schadrinsker Ingenieurschule (Technikum) für Fahrzeugtechnik ab. Im selben Jahr wurde er zum Dienst in die Sowjetarmee einberufen. Er war von 1968 bis 1990 Mitglied der KPdSU.
Nach seiner Demobilisierung immatrikulierte er sich am Institut für Mechanisierung und Elektrifizierung der Landwirtschaft in Tscheljabinsk. 1973, nach Abschluss seines Studiums, wurde er zum leitenden Ingenieur der Sowchose „Krasnaja Swesda“ in der gleichnamigen Gemeinde im Bezirk Schadrinsk, Region Kurgan, ernannt, die von seinem Vater geleitet wurde. Nach seiner Beförderung zum stellvertretenden Direktor absolvierte er die Führungskräfteschule.
Nach dem Tod seines Vaters im Jahre 1978 wurde er Leiter der Sowchose. Er führte den Betrieb mehr als 13 Jahre. Er wurde zum Mitglied des Landesparteikomitees der Landwirtschaft und zum Stellvertreter der örtlichen Sowjetbehörden gewählt.
Zwischen 1980 und 1990 war er
- Mitglied des Bezirkskomitees und des Kurganer Regionalkomitees der KPdSU
- Volksabgeordneter der UdSSR des Schadrinsker Wahlbezirks Nr. 215 der Region Kurgan
- Mitglied des Obersten Sowjets der UdSSR
- Mitglied des Obersten Sowjetkomitees für Wirtschaftsreform der UdSSR

Durch Erlass des Präsidenten der UdSSR vom 28. November 1991 wurde Jefremow für seinen persönlichen Beitrag zur Entwicklung der Landwirtschaft und zur erfolgreichen Lösung sozialer Probleme mit dem Titel „Held der sozialistischen Arbeit“ verbunden mit der Verleihung des Leninordens und der Medaille „Hammer und Sichel“ ausgezeichnet.
Am 4. Dezember 1991 wurde er zum stellvertretenden Landwirtschaftsminister der Russischen Sozialistischen Föderativen Sowjetrepublik (RSFSR) und am 25. Dezember 1991 zum stellvertretenden Landwirtschaftsminister der Russischen Föderation ernannt.
Von 1997 bis 2003 arbeitete er als Agrarattaché im Rang eines Beraters an der Botschaft der Russischen Föderation in Sofia.
Von 2004 bis 2008 war er stellvertretender Leiter der Hauptdirektion für Ernährung in der Verwaltung des Präsidenten der Russischen Föderation.
Sein letzter ziviler Dienstrang (seit 2007) ist Wirklicher Staatsrat 3. Klasse der Russischen Föderation (im Range eines Generalmajors).

## Auszeichnungen
- Held der sozialistischen Arbeit, 28. November 1991
  - Leninorden (Nr. 460774)
  - Goldmedaille „Hammer und Sichel“ (Nr. 21138)
- Orden des Roten Banners der Arbeit, 29. August 1986
- Orden „Ehrenzeichen der Sowjetunion“, 12. März 1982